# Fortunate Son (Obitelj Soprano)
"Fortunate Son" je 29. epizoda HBO-ove televizijske serije Obitelj Soprano i treća u trećoj sezoni serije. Napisao ju je Todd A. Kessler, režirao Henry J. Bronchtein, a originalno je emitirana 11. ožujka 2001.

## Radnja
Christopher Moltisanti dobiva poziv na svoj mobitel od Paulieja koji mu kaže da se nađe s njim na parkiralištu trgovačkog centra za sat vremena i da se "uredi". Christopher se uzbudi zajedno s Adrianom, jer bi to moglo značiti njegovo primanje u mafiju. Christopher se obrije i odjene te se odveze do Modell'sa. Prilaze Silvio Dante i Paulie i zajedno odlaze do podruma jednog od mafijaša gdje Tony čestita Christopheru i Eugeneu Pontecorvu (koji se također nalazi pred ulaskom u mafiju) na njihovu ostvarenju. Zatim prilaze stolu gdje Tony održi govor i kaže im, ako imaju ikakve dvojbe da odmah kažu jer "kad uđu u ovu obitelj, nema izlaska". Tony nastavlja kako mafijaški život dolazi prije svega, čak i krvnog srodstva, i ako neki vojnik ne bude mogao zarađivati, pomoći će mu se. Tony im kaže da ispruže ruke i izvuče im nešto krvi ubovši im iglom jagodice prstiju. Obojici im daje sliku svetog Petra koju spale u rukama. Tony im zatim kaže da ponavljaju rečenicu "Dabogda gorio u Paklu ako izdam svoje prijatelje". Nervozni Christopher opazi gavrana koji je sletio na otvoreni prozor, bojeći se kako bi to moglo biti loše predskazanje.
Nakon svečanosti, Tony priredi veliku zabavu za Christophera u Nuovo Vesuviu s hranom i djevojkama iz Bada Binga. Paulie čestita Christopheru na ulasku u mafiju i kaže mu za njegove odgovornosti. Sada kad je Christopher službeni član obitelji, Pauliejeva kladionica sada je i njegova, ali će svaki tjedan Paulieju morati isplaćivati minimalnu naknadu od 6.000 dolara (od čega od Paulieja nešto ide i Tonyju) ili će početi dobivati zatezne kamate. Christopher kaže Paulieju da ga voli i veseli se suradnji s njim.
Međutim, Christopher kasnije otkrije da kladionica ne donosi onoliko novca koliko je on očekivao, i da je neiskusan u takvom poslu, s time što je previše tvrdoglav da prihvati savjete iskusnijih. Cijelu zaradu nevoljko prosljeđuje Paulieju, koji nije nimalo zadovoljan. Paulie upozori Christophera da mu do kraja tjedna donese preostale dvije tisuće dolara. Christopheru padne na pamet ideja Jackieja Aprilea, Jr., koji namjerava opljačkati Jewelin dobrotvorni koncert na Sveučilištu Rutgers. Christopher iskoristi Jackieja kao vozača i opljačka blagajnu. Bijesan, Christopher zatim daje Paulieju ostatak novca kojeg je zaradio, ali Paulie ugleda kako je Christopher istrošen i kaže mu da se smiri. Paulie daje novac Tonyju, koji je čuo za pljačku. Misleći kako bi Christopher mogao imati nešto s tim zbog Paulieja, on upozori Paulieja da ne opterećuje previše Christophera jer bi to moglo privući neželjenu pozornost na obitelj.
Tony upita dr. Melfi gdje ide terapija jer on i dalje redovito pada u nesvijest. Dr. Melfi predloži ideju bihevioralnog terapeuta, ali Tony smatra kako nije spreman za takvo što. Melfi se uzruja kad se Tony tijekom terapije javi na mobitel. On tvrdi kako je usred "svoje užurbane sezone" i kako se mora javiti. Saznavši da je Janice u osvetu ukrala umjetnu nogu Svetlane Kirilenko, Tony se prisjeti svojeg prvog napada panike. U svojoj 11. godini, Tony svjedoči kako njegov otac odsijeca mali prst g. Satrialeu, koji je tijekom šezdesetih posjedovao mesnicu. Na večeri istog dana, Johnny Boy kaže Tonyju kako je g. Satriale degenerativni kockar koji mu je dugovao novac, i da je to bila njegova kazna. Soprano stariji upozori svoga sina da nikad ne kocka. Tony se za trenutak osjeti bolje, ali nakon što ugleda majku i oca kako se upuštaju u nježnosti dok Livia reže pečenje, Tony se onesvijesti i ustvrdi kako je "uništio" večeru. Melfi misli kako je to napredak jer njegovi napadi panike imaju veze s prisutnošću mesa. Tony tvrdi kako je to samo slučjanost, ali i da mu je čudno kako se Livia "uspalila besplatnim mesom". 
Jackie Aprile, Jr. bezobrazno izbjegne večeru u domu Sopranovih, a Carmela mu dogovori sastanak s Tonyjem. Jackie se pojavi kasno na taj sastanak, te se odnosi s nepoštovanjem prema Tonyju.  Tony prepoznaje Jackiejevo uvjerenje kako je on ubio njegova strica, Richieja Aprilea, ali on to porekne, te ustvrdi kako je Richie bio doušnik, i da se sada nalazi u programu zaštite svjedoka.
A.J. se uključuje u školsku momčad američkog nogometa, što Tonyja čini iznimno ponosnim, jer se i on u mladosti bavio istim sportom. Kad A.J. na utakmici protivnika natjera na ispuštanje lopte, Tony se oduševi i želi da mu se sin više posveti sportu te predloži režime treninga. A.J. odbacuje takvu ideju, preferirajući odmaranje uz igranje Nintenda. Meadow nastavlja ne razgovarati s Tonyjem dok Carmela pokušava navesti kćer da mu oprosti. Carmela pokuša uvjeriti Meadow da ne zna ništa o Tonyjevoj i Noahovoj svađi, ali se Meadow samo nasmije, rekavši kako bi svatko tko pozna situaciju rekao kako do svega ne bi došlo da je Noah bijelac. Prolazeći kampusom Sveučilišta Columbia, A.J. postaje nervozan, suočivši se sa sumnjama o fakultetu. Na treningu američkog nogometa, nakon što je promaknut u kapetana, A.J. se onesvijesti na terenu. To šokira sve prisutne, ali trener to nazove dehidracijom. To se pokazuje kao prvi pokazatelj napada panike koji se već generacijama prenose među Sopranovima.

## Glavni glumci
- James Gandolfini kao Tony Soprano
- Lorraine Bracco kao Dr. Jennifer Melfi
- Edie Falco kao Carmela Soprano
- Michael Imperioli kao Christopher Moltisanti
- Dominic Chianese kao Corrado Soprano, Jr.
- Steven Van Zandt kao Silvio Dante
- Tony Sirico kao Paulie Gualtieri
- Robert Iler kao Anthony Soprano, Jr.
- Jamie-Lynn Sigler kao Meadow Soprano
- Drea de Matteo kao Adriana La Cerva
- Aida Turturro kao Janice Soprano
- John Ventimiglia kao Artie Bucco
- Steven R. Schirripa kao Bobby Baccalieri
- Federico Castelluccio kao Furio Giunta
- Robert Funaro kao Eugene Pontecorvo
- Joe Pantoliano kao Ralph Cifaretto

### Gostujući glumci
| - Joseph Siravo kao Johnny Boy Soprano - Rocco Sisto kao mladi Junior Soprano - Andrew Davoli kao Dino Zerilli - Tom Aldredge kao Hugh DeAngelis - Suzanne Shepherd kao Mary DeAngelis - Alla Kliouka kao Svetlana Kirilenko - Vincent Curatola kao Johnny Sack - John Fiore kao Gigi Cestone - Dan Grimaldi kao Patsy Parisi - George Loros kao Ray Curto - Max Casella kao Benny Fazio - Jason Cerbone kao Jackie Aprile, Jr. - Tony Lip kao Carmine Lupertazzi - Richard Maldone kao Albert Barese - Sharon Angela kao Rosalie Aprile - Oksana Babiy kao Irina Peltsin - Laila Robins kao mlada Livia Soprano - Patrick Tully kao Noah Tannenbaum | - Peter Byrne kao zaštitar - Steve Grillo kao mušterija u pizzeriji - Kevin Janicelli kao Roy DelGuercio - Mario Lavandeira kao student - Steve Mellor kao Bill Owens - David Mogentale kao trener Goodwin - Peter Napoliello kao otac na utakmici - Sal Petraccione kao George Piocosta - Frank Savino kao operater #1 - Paul Reggio kao operater #2 - Jessica Ripton kao mušterija u pizzeriji #2 - Johnny Spanish kao narkoman - Brian Anthony Wilson kao Warren Dupree - Lou Bonacki kao Francis Satriale - Mark Damiano II kao mladi Tony Soprano - Juliet Fox kao mlada Janice Soprano - Elxis McLaren kao mlada Barbara Soprano |

## Prva pojavljivanja
- Carmine Lupertazzi: šef zločinačke obitelji Lupertazzi, jedne od pet mafijaških organizacija New Yorka.
- Benny Fazio: Christopherov suradnik i član ekipe Soprano.

## Naslovna referenca
- Naslov se referira na pjesmu "Fortunate Son" Creedence Clearwater Revivala, o razmaženoj i privilegiranoj američkoj mladeži.
- Nekoliko mladića u seriji su "sretni sinovi": promovirani Christopher koji se ne uspijeva nositi s mafijaškim pritiscima, Jackie Jr. koji glumi buntovnika, te A.J., koji od oca nasljeđuje napade panike.

## Reference na druge medije
- Kad Adriana sazna da će Christophera primiti u obitelj, zabrine se da bi to mogla biti varka i da će ga ubiti. Kad Christopher stiže, Silvio kaže Tonyju kako je Chris bio nervozan tijekom cijele vožnje. U oba se slučaja radi o referencama na Dobre momke (u kojem se pojavio Michael Imperioli, kao i nekoliko drugih glumaca iz Obitelji Soprano), gdje Tommy DeVito biva ubijen nakon što mu je rečeno kako će biti primljen u mafiju. Slična se situacija odvija u filmu Donnie Brasco, gdje se Lefty (Al Pacino) boji hoće li postati žrtva ubojstva, nakon čega mu šef na poklon dadne lava.
- Tijekom scene prisjećanja, Tony, kao dječak, razgovara sa svojim ocem o tome kako je gledao mučenje g. Satrialea, dok na televiziji svira glazbena tema iz Dobar, loš, zao.
- Kad pljačka dobrotvorni koncert, Christopher nosi masku iz filma Vrisak.

## Glazba
- Pjesma koja svira tijekom odjavne špice je "Where's the Money" Dana Hicksa.
- Kad se Christopher po prvi put sastane s Jackiejem i Dinom u pizzeriji, u pozadini svira "Rock 'n' Roll" Led Zeppelina. Drugi put svira "Ain't Talkin' 'bout Love" Van Halena.

## Vanjske poveznice
- Fortunate Son u internetskoj bazi filmova IMDb-a